# 农韦勒
农韦勒（德語：Nonnweiler，發音：[ˈnɔnvaɪlɐ]）是德国萨尔兰州圣文德尔县的市镇，面积66.4平方千米，2023年12月31日人口为8,489人。